# Stephanos Dragoumis

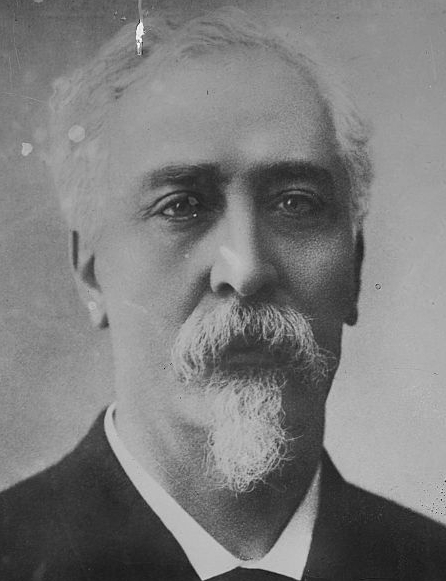
Stephanos Dragoumis.

Stephanos Dragoumis (Grieks: Στέφανος Δραγούμης) (Athene, 1842 - aldaar, 17 september 1923) was een Grieks rechter, auteur en politicus die van januari tot oktober 1910 premier van Griekenland was. Hij is de vader van de Griekse diplomaat Ion Dragoumis.

## Vroege jaren
Zijn grootvader Markos Dragoumis (1770-1854) uit Vogatsiko in het huidige departement Kastoria, was van 1814 tot 1821 lid van het revolutionaire Filiki Eteria. Geboren in Athene in 1842, studeerde Dragoumis rechten en werd hij rechter.

## Politieke carrière
Hij werd secretaris-generaal van het ministerie van Justitie en was politiek zeer actief. Hij werd later verkozen als lid van het Parlement van Griekenland en minister van Buitenlandse Zaken, Justitie en Binnenlandse Zaken. Hij was ook zeer actief in de Macedonische Strijd tussen Griekenland en Bulgarije. De organisatie Macedonisch Comité werd in 1904 gevormd door Stephanos Dragoumis in Athene.

## De hervormingsregering van 1909
Na de Revolutie van Goudi door de Militaire Liga in 1909 waren de politieke processen in Griekenland zeer instabiel. De roep naar de annexatie van Kreta en militaire hervormingen nam zwaar toe. Nadat Kiriakoulis Mavromichalis in januari 1910 ontslag nam als eerste minister, werd Dragoumis aangesteld tot het hoofd van een hervormingsregering en de Militaire Liga werd afgeschaft. Tezelfdertijd arriveerde de invloedrijke Kretenzer Eleftherios Venizelos in Athene. In maart besliste het Griekse Parlement om een tijdelijk parlement op te richten in Kreta dat de Griekse grondwet moest goedkeuren. De regering van Dragoumis reageerde ook positief op de vraag om hervormingen in te voeren en het legislatief programma uit te voeren. In september arriveerde Venizelos echter met een grote groep mensen in Athene om zijn politieke sterkte aan te tonen. Koning George I nodigde vervolgens Venizelos uit om een regering te vormen en Dragoumis moest hierdoor aftreden als eerste minister.

## Latere carrière
Tijdens de Balkanoorlogen was Dragoumis gouverneur-generaal van Kreta en daarna werd hij in juni 1913 gouverneur-generaal van Macedonië. Tijdens het Nationale Schisma tussen Eleftherios Venizelos en koning Constantijn I koos Dragoumis de zijde van de koning. Bij de verkiezingen van december 1915, die door de venizelisten geboycot werden, werd Dragoumis verkozen in het Parlement en minister van Financiën in de regering van Alexandros Zaimis en Stephanos Skouloudis. In 1917 verloor hij echter zijn zetel in het parlement. In 1920 kon hij zijn zitje in het parlement heroveren.
- Gemeinsame Normdatei: 14121838X
- International Standard Name Identifier: 0000 0000 7821 7614
- Library of Congress Control Number: nr94041020
- Système universitaire de documentation: 139857338
- Virtual International Authority File: 68815701
- WorldCat: E39PBJkxJwgCTV4jD6mCyQGj4q